# الربيع الأمازيغي
الربيع الأمازيغي (بخط التيفيناغ: ⵜⴰⴼⵙⵓⵜ ⵉⵎⴰⵣⵉⴳⵀⴻⵏ) هو احتجاج ثقافي وحراك شعبي اندلع في الفترة بين (20 أبريل 1980م - 3 مايو 1980م) في منطقة القبائل بهدف الاعتراف بالهوية واللغة الأمازيغية في الجزائر. جرت الأحداث بشكل أساسي في منطقة القبائل والجزائر العاصمة وفي مدن تيزي وزو وتيزي نايث عيشة وتيقزيرت نايث مزغنة.
ونتيجة لتهميش السلطات الجزائرية للموروث الثقافي لمنطقة القبائل خاصة تبنيها حرف تيفيناغ والدفاع عن القضية من قبل العديد من المفكرين الذين يتواجد معظمهم في المنفى؛ ومنع محاضرة الكاتب والباحث مولود معمري في الشعر الأمازيغي التي كان من المقرر إلقاؤها بجامعة تيزي وزو.من دون تقديم أي تبرير، اندلعت انتفاضات كبرى باشرتها السلطات الأمنية الجزائرية، اعتبرت فيما بعد ممارسات عدائية وإقصاء مباشر لإرادة فئة عريضة.
وقد أدى قرار التهميش والمنع التي مارسته السلطات الجزائرية، إلى تنظيم مسيرات كبرى تجوب شوارع مدينة تيزي وزو ، مصحوبة بشعارات ترفع أساليب القمع والتهميش.وقد اقتحمت قوات الأمن الجزائرية جميع الأماكن التي كان يحتشد فيها المتظاهرون، متسببة في اعتقال العديد من المحتجين، وتجاوز 120 قتيلا وخمسة آلاف جريح.

## قيادة الحراك الشعبي
أغلب قيادات ورموز الربيع الأمازيغي هم من أبناء شهداء[ ؟ ] ثورة التحرير الجزائرية ومن أبناء مجاهد[ ؟ ]يها ضمن جبهة التحرير الوطني الجزائرية، وهم:
1. سعيد سعدي[5]
2. رشيد حالت[6]
3. نور الدين آيت حمودة[7]
4. فرحات مهني[8]
5. مولود لوناوسي[9]
6. أرزقي آيت العربي[الفرنسية][10]
7. علي براهيمي[الفرنسية][11]
8. أرزقي عبوط[12]
9. جمال زناتي[13]
10. سعيد خليل[14]
11. سعيد بوخاري[15]
12. مقران شميم[16]
13. علي شيخ أورابح[17]
14. عزيز طاري[18]
15. إيدير أحمد زايد[19]
16. محند ستيت[20]
17. مصطفى باشا[21]
18. رشيد محند واكلي[22]
19. أحمد عقون
20. محند أورابح نايت حداد
21. صالح بوكريف
22. معمر بردوس
23. عاشور بلغزلي
24. أمحمد راشدي
25. مولود سعدي
26. كمال بن عنون
27. جمال بلحبيب
28. رشيد بوشنة
29. إدريس العماري

### مواضيع ذات صلة
- أحداث 5 أكتوبر 1988م
- الربيع الأسود 2001م
- منطقة القبائل
- عروش الزواوة
- زواوة

### فيديوهات
- موقف المجاهد حسين آيت أحمد من الربيع الأمازيغي في 20 أفريل 1980م على يوتيوب
- شهادة المناضل علي براهيمي حول الربيع الأمازيغي في 20 أفريل 1980م على يوتيوب
- شهادات حول الربيع الأمازيغي في 20 أفريل 1980م على يوتيوب
- نشطاء الربيع الأمازيغي في 20 أفريل 1980م على يوتيوب